# Windy Shadow
『Windy Shadow』（ウィンディ・シャドウ）は、松田聖子通算10枚目のオリジナル・アルバム。1984年12月8日にCBS・ソニーから発売された。

## 概要
帯コピー：ガラスにきらめく摩天楼　恋は偶然、いまあなたと朝食を… 聖子。
佐野元春（ペンネーム: Holland Rose）、矢野顕子らを招いた作品。ジャケット写真は篠山紀信が撮影している。
ヒット・シングル「ピンクのモーツァルト」、「ハートのイアリング」を含む全10曲。
カウントダウン・ライヴ『SEIKO MATSUDA COUNT DOWN LIVE PARTY 2005-2006』では本作から「Star」が、翌年の『SEIKO MATSUDA COUNT DOWN LIVE PARTY 2006-2007』では、「Dancing Café」「マンハッタンでブレックファスト」が久々に披露されそれぞれDVD化されている。

## 形態
LP・カセットテープ（コンパクトカセット）・CDと計3形態が発売されている。初回プレス盤は「銀色のオートバイ」が初期ミックス、「ピンクのモーツァルト」がシングル・バージョン、セカンドプレスが「銀色のオートバイ」初期ミックス、「ピンクのモーツァルト」アルバム・バージョン、サードプレス以降が現行の音源に差し替えられている。
通常のLP盤・カセットテープのほか、マスター・サウンド（ソニーが持てる技術を駆使した最高音質）仕様盤、メタルポジション（TYPE IV）専用テープを使用（ベースとなるテープは当時ソニーから販売されていた「METALLIC」相当）した高音質カセットテープ（メタル・マスター・サウンド）もリリースされた（これらの音源もLP・カセット・CDの初回プレスと同じ音源、セカンドプレス以降の音源のものが存在する）。1984年下半期から約1年余り、CBS・ソニーグループは独自に採用していた「スリムケース」と呼ばれるCDトレイを折り曲げてCDを取り出すケースを採用しており、本作もその形態で発売された。通常版のカセットテープもソニーから販売されていた音楽録音用ノーマルポジション（TYPE I）テープ「HF-S」をベースとしたスモーク調の半透明カセットハーフ仕様（ただし、カセットハーフ自体はソニーの音楽・一般録音用ノーマルポジション用カセットテープ「HF（3代目）」と共通）となっていた。

## 収録曲

### レコード / CT
| 全作詞: 松本隆。 |                                    |           |              |          |      |
| #                | タイトル                           | 作詞      | 作曲         | 編曲     | 時間 |
| 1.               | 「マンハッタンでブレックファスト」 | 松本隆    | 大村雅朗     | 大村雅朗 | 4:26 |
| 2.               | 「薔薇とピストル」                 | 松本隆    | SEIKO        | 大村雅朗 | 3:41 |
| 3.               | 「今夜はソフィストケート」         | 松本隆    | Holland Rose | 大村雅朗 | 4:15 |
| 4.               | 「そよ風のフェイント」             | 松本隆    | 矢野顕子     | 戸塚修   | 3:19 |
| 5.               | 「ハートのイアリング」             | 松本隆    | Holland Rose | 大村雅朗 | 4:05 |
| 合計時間:        | 合計時間:                          | 合計時間: | 合計時間:    | 19:46    |      |

| 全作詞: 松本隆。 |                          |           |           |                      |      |
| #                | タイトル                 | 作詞      | 作曲      | 編曲                 | 時間 |
| 1.               | 「Dancing Café」         | 松本隆    | 杉真理    | 船山基紀             | 3:55 |
| 2.               | 「MAUI」                 | 松本隆    | NOBODY    | 大村雅朗             | 3:50 |
| 3.               | 「銀色のオートバイ」     | 松本隆    | 林哲司    | 戸塚修               | 4:54 |
| 4.               | 「ピンクのモーツァルト」 | 松本隆    | 細野晴臣  | 細野晴臣・松任谷正隆 | 3:57 |
| 5.               | 「Star」                 | 松本隆    | 林哲司    | 大村雅朗             | 5:08 |
| 合計時間:        | 合計時間:                | 合計時間: | 合計時間: | 21:44                |      |

### CD
| 全作詞: 松本隆。 |                                    |           |              |                      |      |
| #                | タイトル                           | 作詞      | 作曲         | 編曲                 | 時間 |
| 1.               | 「マンハッタンでブレックファスト」 | 松本隆    | 大村雅朗     | 大村雅朗             | 4:29 |
| 2.               | 「薔薇とピストル」                 | 松本隆    | SEIKO        | 大村雅朗             | 3:42 |
| 3.               | 「今夜はソフィストケート」         | 松本隆    | Holland Rose | 大村雅朗             | 4:19 |
| 4.               | 「そよ風のフェイント」             | 松本隆    | 矢野顕子     | 戸塚修               | 3:22 |
| 5.               | 「ハートのイアリング」             | 松本隆    | Holland Rose | 大村雅朗             | 4:08 |
| 6.               | 「Dancing Café」                   | 松本隆    | 杉真理       | 船山基紀             | 3:57 |
| 7.               | 「MAUI」                           | 松本隆    | NOBODY       | 大村雅朗             | 3:52 |
| 8.               | 「銀色のオートバイ」               | 松本隆    | 林哲司       | 戸塚修               | 4:57 |
| 9.               | 「ピンクのモーツァルト」           | 松本隆    | 細野晴臣     | 細野晴臣・松任谷正隆 | 4:01 |
| 10.              | 「Star」                           | 松本隆    | 林哲司       | 大村雅朗             | 5:07 |
| 合計時間:        | 合計時間:                          | 合計時間: | 合計時間:    | 41:54                |      |

## 楽曲解説
1. マンハッタンでブレックファスト
2. 薔薇とピストル
″私″ ではなく ″あたし″ という一人称が使われており、松田の歌詞としては異色である。2019年現在でも唯一の作品。
3. 今夜はソフィストケート
4. そよ風のフェイント
5. ハートのイアリング
19枚目のシングルA面曲。
6. Dancing Café
7. MAUI
8. 銀色のオートバイ
″息が詰まりそう ″な ″あなた好みのおとなしい女 ″から逃げ出す内容であるが、この詞に関して松田は「松本隆さんは私の心を見抜くような歌詞を書く」とラジオ番組で吐露した。
自身のラジオ番組『愛にくちづけ』でアルバム発売前に紹介された際は、演奏が異なるミックスのバージョンであった。
9. ピンクのモーツァルト
18枚目のシングルA面曲。
10. Star

## クレジット
1. マンハッタンでブレックファスト
E.Guitar 松原正樹　Keyboards 富樫春生　Computer Programmer 松武秀樹　Strings 加藤絃楽グループ　Chorus 木戸泰弘
2. 薔薇とピストル
Keyboards 富樫春生　Computer Programmer 松武秀樹　Sax ジェイク・H・コンセプション 矢口博康
3. 今夜はソフィストケート
Drums 島村英二　E.Bass 高水健司　E.Guitar 松原正樹　Keyboards 富樫春生　Computer Programmer 松武秀樹　Percussions 橋田正人
Flute 衛藤幸雄　Sax ジェイク・H・コンセプション　Chorus 木戸泰弘
4. そよ風のフェイント
Drums 見砂和照　E.Bass 長岡道夫　E.Guitar 鳥山雄司　Keyboards 永田一郎　Percussions 鳴島英治　Chorus 東郷昌和 小出博志 尾形道子
5. ハートのイアリング
Drums 菊地丈夫　E.Bass 長岡道夫　E.Guitar 松原正樹　Keyboards 西本明 富樫春生　Computer Programmer 松武秀樹　Strings 加藤絃楽グループ
Chorus 比山清 木戸泰弘 山川恵津子
6. Dancing Café
Drums 島村英二　E.Bass 渡辺直樹　E.Guitar 芳野藤丸　Keyboards 山田秀俊　Percussions 橋田正人　Chorus イブ
7. MAUI
E.Guitar 松原正樹　Computer Programmer 松武秀樹　Percussions 橋田正人　Strings 加藤絃楽グループ　Harp 山川恵子
8. 銀色のオートバイ
Drums 見砂和照　E.Bass 長岡道夫　E.Guitar 鳥山雄司　Keyboards 永田一郎　Percussions 鳴島英治　Chorus 東郷昌和 小出博志 尾形道子
9. ピンクのモーツァルト
E.Guitar 鈴木茂　Computer Programming & Keyboards 細野晴臣　Strings トマト絃楽グループ　Chorus 桐ヶ谷仁 桐ヶ谷俊博 白鳥英美子
10. Star
Drums 島村英二　E.Bass 高水健司　E.Guitar 松原正樹　Keyboards 富樫春生　Computer Programmer 松武秀樹　Strings 加藤絃楽グループ
Flute 衛藤幸雄　Horn 沖田晏宏 南浩之　Chorus 木戸泰弘

## 関連作品
- マンハッタンでブレックファスト
  - Seiko Box
  - Bible III
  - Premium Diamond Bible
  - エトランゼ
  - SEIKO MEMORIES 〜Masaaki Omura Works〜
- 薔薇とピストル
  - Seiko Box
  - エトランゼ
- 今夜はソフィストケート
  - SEIKO SUITE
  - Seiko Matsuda 40th Anniversary Bible -bright moment-
- ハートのイアリング
  - シングル「ハートのイアリング#関連作品」を参照されたい
- MAUI
  - Seiko Box
  - エトランゼ
- ピンクのモーツァルト
  - シングル「ピンクのモーツァルト#関連作品」を参照されたい
- Star
  - Premium Diamond Bible
  - Seiko Matsuda Best Ballad